# (4331) Hubbard
(4331) Hubbard est un astéroïde de la ceinture principale.

## Description
(4331) Hubbard est un astéroïde de la ceinture principale. Il fut découvert le 18 avril 1983 à la station Anderson Mesa par Norman G. Thomas. Il présente une orbite caractérisée par un demi-grand axe de 2,23 UA, une excentricité de 0,21 et une inclinaison de 5,7° par rapport à l'écliptique.

## Compléments